# Камалова, Надежда Николаевна
Надежда Николаевна Камалова (род. 24 февраля 1958 года, Ревда) — российский тренер по лёгкой атлетике. Заслуженный тренер России.

## Биография
Надежда Николаевна Камалова родилась 24 февраля 1958 года в городе Ревда Свердловской области.
Начала заниматься спортом в 1972 году на отделении лёгкой атлетики ДЮСШ города Ревды под руководством тренера Эрлена Айзиковича Перельштейна. Специализировалась на барьерном беге. Имела первый спортивный разряд. Была неоднократным победителем первенств города и Свердловской области, бронзовым призёром соревнований зоны Урала. После окончания средней школы переехала в Новоуральск в группу тренера-преподавателя Виктора Михайловича Майрыгина, но через год закончила спортивную карьеру.
Вернувшись в Ревду, она перешла на тренерскую работу в ДЮСШ, где занималась преимущественно со спринтерами. С 1978 по 1982 год Камалова училась на заочном отделении Омского государственного института физической культуры.
За годы работы тренером-преподавателем подготовила ряд спортсменов, среди которых: Елена Андреева — серебряный призёр чемпионата мира 1995 года и чемпионата Европы 1994 года, чемпионка Универсиады 1995 года, чемпионка России 1994 года; Денис Камалов — призёр чемпионатов России 2002 и 2003 годов; мастер спорта Анастасия Синицына, кандидаты в мастера спорта Алена Курочкина, Александр Черепанов, победительница первенства России среди девушек Светлана Новикова.
В 2005 году Надежда Николаевна прекратила тренерскую работу. Перешла работать в косметологию и массаж.